# Estação Gotanda

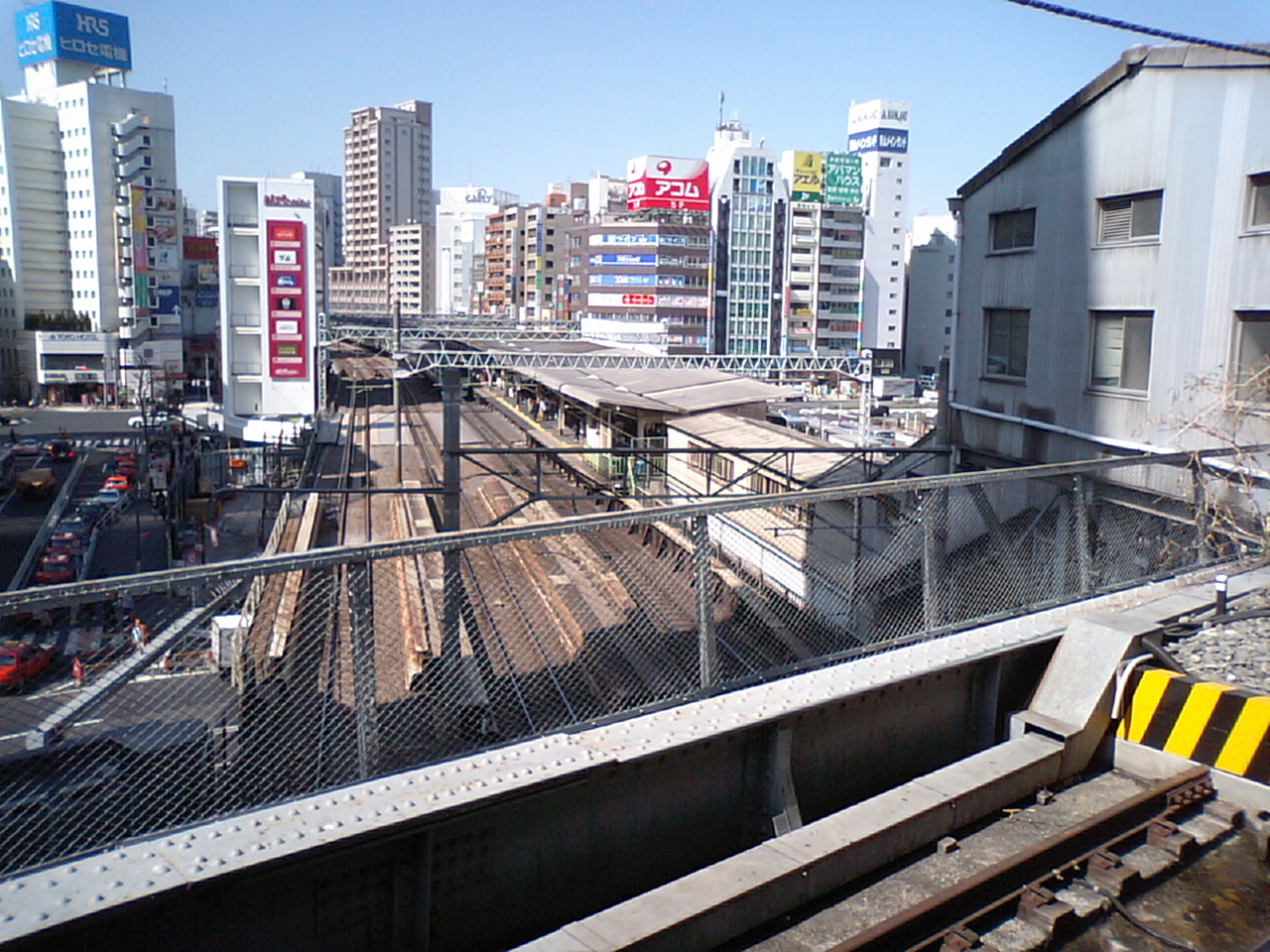
Estação Gotanda

Gotanda Station (五反田駅, Gotanda-eki) é uma estação de trem localizada em Gotanda, ala especial de Shinagawa, em Tóquio, operada pela East Japan Railway Company (JR East), Tokyu Corporation, and Toei.

## Linhas
Passam pela estação Gotanda as seguintes linhas:
JR East
- ■ Linha Yamanote

Toei
- Linha Toei Asakusa

Tōkyū
- ■ Linha Tōkyū Ikegami (estação terminal)